# 国際連合安全保障理事会決議181
国際連合安全保障理事会決議181（こくさいれんごうあんぜんほしょうりじかいけつぎ181、英語: United Nations Security Council Resolution 181、UNSCR181）は、1963年8月7日に国際連合安全保障理事会で採択された決議である。
この決議は、南アフリカ共和国による軍備増強に関するものであり、これらの兵器が同国におけるさらなる人種紛争の助長に使われることに対する懸念を表明している。国連安保理は、1960年の安保理決議134で最初に要請されたように、南アフリカ政府に対してアパルトヘイト政策の放棄を求め、全ての国に対して南アフリカに対するあらゆる武器・弾薬その他の軍事装備の販売・輸送を自主的に停止するように求めた。
イギリスとフランスは採択を棄権し、残りの9か国の賛成によりこの決議は採択された。しかし、この決議は南アフリカ政府の行動にほとんど影響を及ぼさなかった。